# Lista siturilor arheologice din județul Buzău - B
Lista siturilor arheologice din județul Buzău - B conține toate siturile arheologice din județul Buzău înscrise în Repertoriul Arheologic Național (RAN) și aflate în localități al căror nume începe cu litera B. RAN este administrat de Ministerul Culturii și Patrimoniului Național și cuprinde date științifice, cartografice, topografice, imagini și planuri, precum și orice alte informații privitoare la zonele cu potențial arheologic, studiate sau nu, încă existente sau dispărute.
Puteți căuta un sit din localitățile care încep cu litera B folosind formularul de mai jos sau puteți naviga prin toate siturile din județ la Lista siturilor arheologice din județul Buzău.
| Cod RAN                                  | Denumire | Localitate                          | Adresă                                               | Datare                                     | Descoperit | Coordonate                                      | Imagine           | Erori            |
| ---------------------------------------- | --- | ----------------------------------- | ---------------------------------------------------- | ------------------------------------------ | ---------- | ----------------------------------------------- | ----------------- | ---------------- |
| 44827.01.01 (Cod LMI: BZ-I-m-B-02189.03) | Situl arheologic de la Buzău - "Parcul Crâng" / ansamblu anonim (Categorie: locuire) (Tip: Așezare)                                                                  | municipiul Buzău                    | Parcul Crâng                                         | Gumelnița                                  |            |                                                 | Încărcați imagine | Raportați eroare |
| 44827.01.02 (Cod LMI: BZ-I-m-B-02189.02) | Situl arheologic de la Buzău - "Parcul Crâng" / ansamblu anonim (Categorie: locuire) (Tip: Necropolă)                                                                | municipiul Buzău                    | Parcul Crâng                                         | Monteoru                                   |            |                                                 | Încărcați imagine | Raportați eroare |
| 44827.01.03 (Cod LMI: BZ-I-m-B-02189.03) | Situl arheologic de la Buzău - "Parcul Crâng" / ansamblu anonim (Categorie: locuire) (Tip: Așezare)                                                                  | municipiul Buzău                    | Parcul Crâng                                         | Ipotești - Cândești sec. VI - VII          |            |                                                 | Încărcați imagine | Raportați eroare |
| 44827.02.01 (Cod LMI: BZ-I-m-B-02191.03) | Situl arheologic de la Buzău- Dispensar / ansamblu anonim (Categorie: locuire) (Tip: Așezare)                                                                        | municipiul Buzău                    | str. Bucegi, punct Dispensar                         | sec. IV p. Chr.                            |            |                                                 | Încărcați imagine | Raportați eroare |
| 44827.02.02 (Cod LMI: BZ-I-m-B-02191.04) | Situl arheologic de la Buzău- Dispensar / ansamblu anonim (Categorie: locuire) (Tip: Necropolă)                                                                      | municipiul Buzău                    | str. Bucegi, punct Dispensar                         | sec. IV p. Chr.                            |            |                                                 | Încărcați imagine | Raportați eroare |
| 44827.02.03 (Cod LMI: BZ-I-m-B-02191.01) | Situl arheologic de la Buzău- Dispensar / ansamblu anonim (Categorie: locuire) (Tip: Așezare)                                                                        | municipiul Buzău                    | str. Bucegi, punct Dispensar                         | sec. XVI - XVIII                           |            |                                                 | Încărcați imagine | Raportați eroare |
| 44827.02.04 (Cod LMI: BZ-I-m-B-02191.02) | Situl arheologic de la Buzău- Dispensar / ansamblu anonim (Categorie: locuire) (Tip: Necropolă)                                                                      | municipiul Buzău                    | str. Bucegi, punct Dispensar                         | sec. XVI - XVIII                           |            |                                                 | Încărcați imagine | Raportați eroare |
| 44827.02.05 (Cod LMI: BZ-I-m-B-02191.05) | Situl arheologic de la Buzău- Dispensar / ansamblu anonim (Categorie: locuire) (Tip: Așezare)                                                                        | municipiul Buzău                    | str. Bucegi, punct Dispensar                         | geto-dacică sec. III - I a. Chr.           |            |                                                 | Încărcați imagine | Raportați eroare |
| 44827.02.06 (Cod LMI: BZ-I-m-B-02191.06) | Situl arheologic de la Buzău- Dispensar / ansamblu anonim (Categorie: locuire) (Tip: Necropolă)                                                                      | municipiul Buzău                    | str. Bucegi, punct Dispensar                         | geto-dacică sec. III - I a. Chr.           |            |                                                 | Încărcați imagine | Raportați eroare |
| 44827.03.03 (Cod LMI: BZ-I-m-B-02190.01) | Situl arheologic de la Buzău / ansamblu anonim (Categorie: locuire) (Tip: Așezare)                                                                                   | municipiul Buzău                    |                                                      | sec. XVII-XVIII                            |            |                                                 | Încărcați imagine | Raportați eroare |
| 44827.03.01 (Cod LMI: BZ-I-m-B-02190.03) | Situl arheologic de la Buzău / ansamblu anonim (Categorie: locuire) (Tip: Așezare)                                                                                   | municipiul Buzău                    |                                                      | Sântana de Mureș - Cerneahov sec. IV - V   |            |                                                 | Încărcați imagine | Raportați eroare |
| 44827.03.02 (Cod LMI: BZ-I-m-B-02190.02) | Situl arheologic de la Buzău / ansamblu anonim (Categorie: locuire) (Tip: Necropolă)                                                                                 | municipiul Buzău                    |                                                      | sec. XVII-XVIII                            |            |                                                 | Încărcați imagine | Raportați eroare |
| 46046.01.01 (Cod LMI: BZ-I-s-B-02198)    | Așezarea Boian de la Băești / ansamblu anonim (Categorie: locuire civilă) (Tip: Așezare)                                                                             | sat Băești, comuna Cernătești       |                                                      | Boian                                      |            |                                                 | Încărcați imagine | Raportați eroare |
| 45637.01.05 (Cod LMI: BZ-I-m-B-02196.02) | Situl arheologic de la Bădeni - "La Gorganele" / ansamblu anonim (Categorie: locuire civilă) (Tip: Așezare)                                                          | sat Bădeni, comuna Breaza           | La Gorganele                                         | sec. IV                                    |            |                                                 | Încărcați imagine | Raportați eroare |
| 45637.01.06 (Cod LMI: BZ-I-m-B-02196.01) | Situl arheologic de la Bădeni - "La Gorganele" / ansamblu anonim (Categorie: locuire civilă) (Tip: Locuință rupestră)                                                | sat Bădeni, comuna Breaza           | La Gorganele                                         | sec. XVIII                                 |            |                                                 | Încărcați imagine | Raportați eroare |
| 45637.01.01 (Cod LMI: BZ-I-m-B-02196.05) | Situl arheologic de la Bădeni - "La Gorganele" / ansamblu anonim (Categorie: locuire civilă) (Tip: Așezare)                                                          | sat Bădeni, comuna Breaza           | La Gorganele                                         | Monteoru                                   |            |                                                 | Încărcați imagine | Raportați eroare |
| 45637.01.02 (Cod LMI: BZ-I-m-B-02196.04) | Situl arheologic de la Bădeni - "La Gorganele" / ansamblu anonim (Categorie: locuire civilă) (Tip: Așezare)                                                          | sat Bădeni, comuna Breaza           | La Gorganele                                         | sec. XII - V a. Chr.                       |            |                                                 | Încărcați imagine | Raportați eroare |
| 45637.01.03 (Cod LMI: BZ-I-s-B-02196)    | Situl arheologic de la Bădeni - "La Gorganele" / ansamblu anonim (Categorie: locuire civilă) (Tip: Așezare)                                                          | sat Bădeni, comuna Breaza           | La Gorganele                                         |                                            |            |                                                 | Încărcați imagine | Raportați eroare |
| 45637.01.04 (Cod LMI: BZ-I-m-B-02196.03) | Situl arheologic de la Bădeni - "La Gorganele" / ansamblu anonim (Categorie: locuire civilă) (Tip: Așezare)                                                          | sat Bădeni, comuna Breaza           | La Gorganele                                         | geto-dacică sec. IV a. Chr.                |            |                                                 | Încărcați imagine | Raportați eroare |
| 44943.02.01 (Cod LMI: BZ-I-s-B-02194)    | Necropola Sântana de Mureș de la Balta Albă - "La Movilele Gemene" / ansamblu anonim (Categorie: descoperire funerară) (Tip: Necropolă)                              | sat Balta Albă, comuna Balta Albă   | La movilele Gemene,                                  | Sântana de Mureș - Cerneahov sec. III - IV |            |                                                 | Încărcați imagine | Raportați eroare |
| 48575.01.03 (Cod LMI: BZ-I-s-B-02197)    | Situl arheologic de la Bădila - "La Eleșteu" / ansamblu anonim (Categorie: locuire civilă) (Tip: Așezare)                                                            | sat Bădila, comuna Pârscov          | La Eleșteu,                                          | sec. II - IV                               |            |                                                 | Încărcați imagine | Raportați eroare |
| 48575.01.01 (Cod LMI: BZ-I-s-B-02197)    | Situl arheologic de la Bădila - "La Eleșteu" / ansamblu anonim (Categorie: locuire civilă) (Tip: Așezare)                                                            | sat Bădila, comuna Pârscov          | La Eleșteu,                                          |                                            |            |                                                 | Încărcați imagine | Raportați eroare |
| 48575.01.02 (Cod LMI: BZ-I-m-B-02197.02) | Situl arheologic de la Bădila - "La Eleșteu" / ansamblu anonim (Categorie: locuire civilă) (Tip: Așezare)                                                            | sat Bădila, comuna Pârscov          | La Eleșteu,                                          | sec. XIII - V a. Chr.                      |            |                                                 | Încărcați imagine | Raportați eroare |
| 46581.01.01 (Cod LMI: BZ-I-s-B-02199)    | Așezarea Gumelnița de la Bălănești - "Pe poduri" / ansamblu anonim (Categorie: locuire civilă) (Tip: Așezare)                                                        | sat Bălănești, comuna Cozieni       | Pe poduri                                            | Gumelnița                                  |            |                                                 | Încărcați imagine | Raportați eroare |
| 46581.02.01 (Cod LMI: BZ-I-s-B-02200)    | Necropola din epoca migrațiilor de la Bălănești - "La Făcăiana" / ansamblu anonim (Categorie: descoperire funerară) (Tip: Necropolă)                                 | sat Bălănești, comuna Cozieni       | La Făcăiana                                          | sec. VII - VIII                            |            |                                                 | Încărcați imagine | Raportați eroare |
| 45833.01.01 (Cod LMI: BZ-I-s-B-02201)    | Așezarea de epoca migrațiilor de la Bălteni / ansamblu anonim (Categorie: locuire civilă) (Tip: Așezare)                                                             | sat Bălteni, comuna C.A. Rosetti    |                                                      | sec. III - IV                              |            |                                                 | Încărcați imagine | Raportați eroare |
| 48245.01.01 (Cod LMI: BZ-I-s-B-02202)    | Așezarea Monteoru de la Begu / ansamblu anonim (Categorie: locuire civilă) (Tip: Așezare)                                                                            | sat Begu, comuna Pănătău            |                                                      | Monteoru                                   |            |                                                 | Încărcați imagine | Raportați eroare |
| 45110.01.03 (Cod LMI: BZ-I-s-B-02203)    | Situl arheologic de la Berca - "La mănăstire" / ansamblu anonim (Categorie: locuire) (Tip: Mănăstire)                                                                | sat Berca, comuna Berca             | La mănăstire                                         | sec.XVII                                   |            |                                                 | Încărcați imagine | Raportați eroare |
| 45110.01.01 (Cod LMI: BZ-I-m-B-02203.01) | Situl arheologic de la Berca - "La mănăstire" / ansamblu anonim (Categorie: locuire) (Tip: Așezare)                                                                  | sat Berca, comuna Berca             | La mănăstire                                         | Monteoru                                   |            |                                                 | Încărcați imagine | Raportați eroare |
| 45110.01.02 (Cod LMI: BZ-I-m-B-02203.02) | Situl arheologic de la Berca - "La mănăstire" / ansamblu anonim (Categorie: locuire) (Tip: Necropolă)                                                                | sat Berca, comuna Berca             | La mănăstire                                         |                                            |            |                                                 | Încărcați imagine | Raportați eroare |
| 45398.01.01 (Cod LMI: BZ-I-m-B-02204.03) | Situl arheologic de la Bozioru- La Biserică / ansamblu anonim (Categorie: locuire) (Tip: Așezare)                                                                    | sat Bozioru, comuna Bozioru         | La Biserică                                          | Monteoru                                   |            |                                                 | Încărcați imagine | Raportați eroare |
| 45398.01.02 (Cod LMI: BZ-I-m-B-02204.04) | Situl arheologic de la Bozioru- La Biserică / ansamblu anonim (Categorie: locuire) (Tip: Necropolă)                                                                  | sat Bozioru, comuna Bozioru         | La Biserică                                          | Monteoru                                   |            |                                                 | Încărcați imagine | Raportați eroare |
| 45398.01.03 (Cod LMI: BZ-I-m-B-02204.01) | Situl arheologic de la Bozioru- La Biserică / ansamblu anonim (Categorie: locuire) (Tip: Așezare)                                                                    | sat Bozioru, comuna Bozioru         | La Biserică                                          | sec. XIII-XVIII                            |            |                                                 | Încărcați imagine | Raportați eroare |
| 45398.01.04 (Cod LMI: BZ-I-m-B-02204.02) | Situl arheologic de la Bozioru- La Biserică / ansamblu anonim (Categorie: locuire) (Tip: Necropolă)                                                                  | sat Bozioru, comuna Bozioru         | La Biserică                                          | sec. XIII-XVIII                            |            |                                                 | Încărcați imagine | Raportați eroare |
| 45398.02.01 (Cod LMI: BZ-I-m-B-02205.01) | Situl arheologic de la Bozioru / ansamblu anonim (Categorie: locuire) (Tip: Așezare)                                                                                 | sat Bozioru, comuna Bozioru         |                                                      | sec. VI - V a. Chr.                        |            |                                                 | Încărcați imagine | Raportați eroare |
| 45398.02.02 (Cod LMI: BZ-I-m-B-02205.02) | Situl arheologic de la Bozioru / ansamblu anonim (Categorie: locuire) (Tip: Necropolă)                                                                               | sat Bozioru, comuna Bozioru         |                                                      | sec. VI - V a. Chr.                        |            |                                                 | Încărcați imagine | Raportați eroare |
| 44827.09.01                              | Vatra orașului medieval Buzău - "Orașul Vechi" / ansamblu anonim (Categorie: locuire civilă) (Tip: Așezare)                                                          | municipiul Buzău                    | Orașul vechi                                         | sec. XIII - XIX                            |            |                                                 | Încărcați imagine | Raportați eroare |
| 44827.08.01                              | Situl arheologic de la Buzău - "Aleea Episcopiei 2-3" / ansamblu anonim (Categorie: locuire) (Tip: Așezare)                                                          | municipiul Buzău                    | Aleea Episcopiei 2-3                                 |                                            |            |                                                 | Încărcați imagine | Raportați eroare |
| 44827.08.02                              | Situl arheologic de la Buzău - "Aleea Episcopiei 2-3" / ansamblu anonim (Categorie: locuire) (Tip: Necropolă)                                                        | municipiul Buzău                    | Aleea Episcopiei 2-3                                 |                                            |            |                                                 | Încărcați imagine | Raportați eroare |
| 44827.08.03                              | Situl arheologic de la Buzău - "Aleea Episcopiei 2-3" / ansamblu anonim (Categorie: locuire) (Tip: Așezare)                                                          | municipiul Buzău                    | Aleea Episcopiei 2-3                                 |                                            |            |                                                 | Încărcați imagine | Raportați eroare |
| 44827.08.04                              | Situl arheologic de la Buzău - "Aleea Episcopiei 2-3" / ansamblu anonim (Categorie: locuire) (Tip: Necropolă)                                                        | municipiul Buzău                    | Aleea Episcopiei 2-3                                 |                                            |            |                                                 | Încărcați imagine | Raportați eroare |
| 44827.07.01                              | Necropola medievală de la Războieni - "str. Războieni" / ansamblu anonim (Categorie: descoperire funerară) (Tip: Necropolă)                                          | municipiul Buzău                    | str. Războieni                                       |                                            |            |                                                 | Încărcați imagine | Raportați eroare |
| 44827.06.01                              | Situl arheologic de la Buzău - Fabrica de Utilaj Metalurgic - "gara Buzău Sud" / ansamblu anonim (Categorie: locuire) (Tip: Așezare)                                 | municipiul Buzău                    | Fabrica de Utilaj Metalurgic - "gara Buzău Sud"      | sec. II - I a. Chr.                        |            |                                                 | Încărcați imagine | Raportați eroare |
| 44827.06.02                              | Situl arheologic de la Buzău - Fabrica de Utilaj Metalurgic - "gara Buzău Sud" / ansamblu anonim (Categorie: locuire) (Tip: Necropolă)                               | municipiul Buzău                    | Fabrica de Utilaj Metalurgic - "gara Buzău Sud"      | sec. II - I a. Chr.                        |            |                                                 | Încărcați imagine | Raportați eroare |
| 44827.06.03                              | Situl arheologic de la Buzău - Fabrica de Utilaj Metalurgic - "gara Buzău Sud" / ansamblu anonim (Categorie: locuire) (Tip: Așezare)                                 | municipiul Buzău                    | Fabrica de Utilaj Metalurgic - "gara Buzău Sud"      | sec. III - V                               |            |                                                 | Încărcați imagine | Raportați eroare |
| 44827.06.04                              | Situl arheologic de la Buzău - Fabrica de Utilaj Metalurgic - "gara Buzău Sud" / ansamblu anonim (Categorie: locuire) (Tip: Necropolă)                               | municipiul Buzău                    | Fabrica de Utilaj Metalurgic - "gara Buzău Sud"      | sec. III - V                               |            |                                                 | Încărcați imagine | Raportați eroare |
| 45502.02.01                              | Situl arheologic eneolitic de la Brădeanu / ansamblu anonim (Categorie: locuire) (Tip: Așezare)                                                                      | sat Brădeanu, comuna Brădeanu       |                                                      |                                            |            |                                                 | Încărcați imagine | Raportați eroare |
| 45502.02.02                              | Situl arheologic eneolitic de la Brădeanu / ansamblu anonim (Categorie: locuire) (Tip: Necropolă)                                                                    | sat Brădeanu, comuna Brădeanu       |                                                      |                                            |            |                                                 | Încărcați imagine | Raportați eroare |
| 44827.05.01                              | Așezarea medievală de la Buzău - "str. Crizantemelor" / ansamblu anonim (Categorie: locuire civilă) (Tip: Așezare)                                                   | municipiul Buzău                    | str. Crizantemelor                                   |                                            |            |                                                 | Încărcați imagine | Raportați eroare |
| 45502.01.01                              | Situl arheologic din epoca migrațiilor de la Brădeanu - "Movila Turcului" / ansamblu anonim (Categorie: locuire) (Tip: Așezare)                                      | sat Brădeanu, comuna Brădeanu       | Movila Turcului                                      | sec. III - V                               |            |                                                 | Încărcați imagine | Raportați eroare |
| 45502.01.02                              | Situl arheologic din epoca migrațiilor de la Brădeanu - "Movila Turcului" / ansamblu anonim (Categorie: locuire) (Tip: Necropolă)                                    | sat Brădeanu, comuna Brădeanu       | Movila Turcului                                      | sec. III - V                               |            |                                                 | Încărcați imagine | Raportați eroare |
| 44827.04.01                              | Așezarea medievală de la Buzău - "Platoul Drăgaica" / ansamblu anonim (Categorie: locuire civilă) (Tip: Așezare)                                                     | municipiul Buzău                    | Platoul Drăgaica                                     | sec. V - VIII                              |            |                                                 | Încărcați imagine | Raportați eroare |
| 45628.06.01                              | Așezarea din epoca migrațiilor de la Breaza - "Râpa Calului" / ansamblu anonim (Categorie: locuire civilă) (Tip: Așezare)                                            | sat Breaza, comuna Breaza           | Râpa Calului                                         | sec. III - IV                              |            |                                                 | Încărcați imagine | Raportați eroare |
| 45628.05.01                              | Așezarea hallstattiană de la Breaza / ansamblu anonim (Categorie: locuire civilă) (Tip: Așezare)                                                                     | sat Breaza, comuna Breaza           |                                                      |                                            |            |                                                 | Încărcați imagine | Raportați eroare |
| 45628.04.01                              | Așezarea Monteoru de la Breaza - "Piatra Șoimului" / ansamblu anonim (Categorie: locuire civilă) (Tip: Așezare)                                                      | sat Breaza, comuna Breaza           | Piatra Șoimului                                      | Monteoru                                   |            |                                                 | Încărcați imagine | Raportați eroare |
| 45628.02.01                              | Situl arheologic de la Breaza - "marginea de V a satului" / ansamblu anonim (Categorie: locuire civilă) (Tip: Așezare)                                               | sat Breaza, comuna Breaza           |                                                      | Monteoru                                   |            |                                                 | Încărcați imagine | Raportați eroare |
| 45628.02.02                              | Situl arheologic de la Breaza - "marginea de V a satului" / ansamblu anonim (Categorie: locuire civilă) (Tip: Așezare)                                               | sat Breaza, comuna Breaza           |                                                      | sec. IV                                    |            |                                                 | Încărcați imagine | Raportați eroare |
| 45628.02.03                              | Situl arheologic de la Breaza - "marginea de V a satului" / ansamblu anonim (Categorie: locuire civilă) (Tip: Așezare)                                               | sat Breaza, comuna Breaza           |                                                      | mil. I                                     |            |                                                 | Încărcați imagine | Raportați eroare |
| 44961.01.01                              | Situl arheologic de la Băile / ansamblu anonim (Categorie: locuire) (Tip: Așezare)                                                                                   | sat Băile, comuna Balta Albă        |                                                      |                                            |            |                                                 | Încărcați imagine | Raportați eroare |
| 44961.01.02                              | Situl arheologic de la Băile / ansamblu anonim (Categorie: locuire) (Tip: Așezare)                                                                                   | sat Băile, comuna Balta Albă        |                                                      | mil. I                                     |            |                                                 | Încărcați imagine | Raportați eroare |
| 44961.01.03                              | Situl arheologic de la Băile / ansamblu anonim (Categorie: locuire) (Tip: Așezare)                                                                                   | sat Băile, comuna Balta Albă        |                                                      |                                            |            |                                                 | Încărcați imagine | Raportați eroare |
| 44961.01.04                              | Situl arheologic de la Băile / ansamblu anonim (Categorie: locuire) (Tip: Necropolă)                                                                                 | sat Băile, comuna Balta Albă        |                                                      |                                            |            |                                                 | Încărcați imagine | Raportați eroare |
| 44943.03.01                              | Așezarea hallstattiană de la Balta Albă / ansamblu anonim (Categorie: locuire civilă) (Tip: Așezare)                                                                 | sat Balta Albă, comuna Balta Albă   |                                                      |                                            |            |                                                 | Încărcați imagine | Raportați eroare |
| 46046.02.01                              | Așezarea din epoca fierului de la Băești / ansamblu anonim (Categorie: locuire civilă) (Tip: Așezare)                                                                | sat Băești, comuna Cernătești       |                                                      |                                            |            |                                                 | Încărcați imagine | Raportați eroare |
| 46046.02.02                              | Așezarea din epoca fierului de la Băești / ansamblu anonim (Categorie: locuire civilă) (Tip: Așezare)                                                                | sat Băești, comuna Cernătești       |                                                      |                                            |            |                                                 | Încărcați imagine | Raportați eroare |
| 45833.04.01                              | Situl arheologic de la Bălteni / ansamblu anonim (Categorie: locuire civilă) (Tip: Așezare)                                                                          | sat Bălteni, comuna C.A. Rosetti    |                                                      |                                            |            |                                                 | Încărcați imagine | Raportați eroare |
| 45833.04.02                              | Situl arheologic de la Bălteni / ansamblu anonim (Categorie: locuire civilă) (Tip: Așezare)                                                                          | sat Bălteni, comuna C.A. Rosetti    |                                                      | sec. III - IV                              |            |                                                 | Încărcați imagine | Raportați eroare |
| 45833.03.01                              | Situl arheologic de la Bălteni - "la SE de sat" / ansamblu anonim (Categorie: locuire) (Tip: Necropolă)                                                              | sat Bălteni, comuna C.A. Rosetti    |                                                      |                                            |            |                                                 | Încărcați imagine | Raportați eroare |
| 45833.03.02                              | Situl arheologic de la Bălteni - "la SE de sat" / ansamblu anonim (Categorie: locuire) (Tip: Așezare)                                                                | sat Bălteni, comuna C.A. Rosetti    |                                                      | sec. III - II a. Chr.                      |            |                                                 | Încărcați imagine | Raportați eroare |
| 45833.03.03                              | Situl arheologic de la Bălteni - "la SE de sat" / ansamblu anonim (Categorie: locuire) (Tip: Așezare)                                                                | sat Bălteni, comuna C.A. Rosetti    |                                                      | sec. III - IV                              |            |                                                 | Încărcați imagine | Raportați eroare |
| 45833.02.01                              | Situl arheologic de la Bălteni - "Movila Bălteni" / ansamblu anonim (Categorie: locuire) (Tip: Așezare)                                                              | sat Bălteni, comuna C.A. Rosetti    | Movila Bălteni                                       |                                            |            |                                                 | Încărcați imagine | Raportați eroare |
| 45833.02.02                              | Situl arheologic de la Bălteni - "Movila Bălteni" / ansamblu anonim (Categorie: locuire) (Tip: Necropolă)                                                            | sat Bălteni, comuna C.A. Rosetti    | Movila Bălteni                                       | mil. I                                     |            |                                                 | Încărcați imagine | Raportați eroare |
| 45842.01.01                              | Necropola preistorică de la Bălhacu - "Movila Bălhacu" / ansamblu anonim (Categorie: descoperire funerară) (Tip: Necropolă)                                          | sat Balhacu, comuna C.A. Rosetti    | Movila Bălhacu                                       |                                            |            |                                                 | Încărcați imagine | Raportați eroare |
| 45842.01.02                              | Necropola preistorică de la Bălhacu - "Movila Bălhacu" / ansamblu anonim (Categorie: descoperire funerară) (Tip: Necropolă)                                          | sat Balhacu, comuna C.A. Rosetti    | Movila Bălhacu                                       | mil. I a. Chr.                             |            |                                                 | Încărcați imagine | Raportați eroare |
| 48575.04.01                              | Așezarea din epoca bronzului de la Bădila - "La Carp" / ansamblu anonim (Categorie: locuire civilă) (Tip: Așezare)                                                   | sat Bădila, comuna Pârscov          | La Carp                                              |                                            |            |                                                 | Încărcați imagine | Raportați eroare |
| 48575.03.01                              | Așezarea medievală de la Bădila - "Mănăstioara" / ansamblu anonim (Categorie: locuire civilă) (Tip: Așezare)                                                         | sat Bădila, comuna Pârscov          |                                                      |                                            |            |                                                 | Încărcați imagine | Raportați eroare |
| 48575.02.01                              | Situl arheologic de la Bădila - "La Bălanul" / ansamblu anonim (Categorie: locuire civilă) (Tip: Așezare)                                                            | sat Bădila, comuna Pârscov          | La Bălanul                                           |                                            |            |                                                 | Încărcați imagine | Raportați eroare |
| 48575.02.02                              | Situl arheologic de la Bădila - "La Bălanul" / ansamblu anonim (Categorie: locuire civilă) (Tip: Așezare)                                                            | sat Bădila, comuna Pârscov          | La Bălanul                                           |                                            |            |                                                 | Încărcați imagine | Raportați eroare |
| 49787.02.01 (Cod LMI: BZ-II-m-B-02357)   | Biserica "Sf.Împărați" din Băbeni / ansamblu anonim (Categorie: structură de cult/religioasă) (Tip: Biserică)                                                        | sat Băbeni, comuna Topliceni        |                                                      | sec. XVII                                  |            | 45°26′40″N 26°58′48″E / 45.44439°N 26.97998°E   | Încărcați imagine | Raportați eroare |
| 49787.02.02 (Cod LMI: BZ-II-m-B-02357)   | Biserica "Sf.Împărați" din Băbeni / ansamblu anonim (Categorie: structură de cult/religioasă) (Tip: Așezare)                                                         | sat Băbeni, comuna Topliceni        |                                                      | Sântana de Mureș - Cerneahov               |            | 45°26′40″N 26°58′48″E / 45.44439°N 26.97998°E   | Încărcați imagine | Raportați eroare |
| 49787.02.03 (Cod LMI: BZ-II-m-B-02357)   | Biserica "Sf.Împărați" din Băbeni / ansamblu anonim (Categorie: structură de cult/religioasă) (Tip: Necropolă)                                                       | sat Băbeni, comuna Topliceni        |                                                      |                                            |            | 45°26′40″N 26°58′48″E / 45.44439°N 26.97998°E   | Încărcați imagine | Raportați eroare |
| 45771.01.01 (Cod LMI: BZ-II-m-A-02360)   | Biserica "Sf.Nicolae" din Bâscenii de Jos / ansamblu anonim (Categorie: structură de cult/religioasă) (Tip: Biserică)                                                | sat Băscenii de Jos, comuna Calvini |                                                      | sec.XVIII                                  |            | 45°20′54″N 26°12′57″E / 45.348355°N 26.215739°E | Încărcați imagine | Raportați eroare |
| 45771.01.02 (Cod LMI: BZ-II-m-A-02360)   | Biserica "Sf.Nicolae" din Bâscenii de Jos / ansamblu anonim (Categorie: structură de cult/religioasă) (Tip: necropola)                                               | sat Băscenii de Jos, comuna Calvini |                                                      |                                            |            |                                                 | Încărcați imagine | Raportați eroare |
| 49787.01.01 (Cod LMI: BZ-II-m-A-02356)   | Biserica parohială "Sfântul Nicolae și Adormirea Maicii Domnului" - Drăghești din Băbeni / ansamblu anonim (Categorie: structură de cult/religioasă) (Tip: Biserică) | sat Băbeni, comuna Topliceni        |                                                      | sec.XVIII                                  |            |                                                 | Încărcați imagine | Raportați eroare |
| 44827.12                                 | Crucea concului Marghiloman de la Buzău- parcul Marghiloman (Categorie: structură de cult/religioasă) (Tip: cruce)                                                   | municipiul Buzău                    | Str. Marghiloman Alexandru, punct parcul marghiloman | 1777                                       |            |                                                 | Încărcați imagine | Raportați eroare |
| 45628.07                                 | Cruce de piatră la Breaza- Bătrânele (Categorie: structură de cult/religioasă) (Tip: cruce)                                                                          | sat Breaza, comuna Breaza           | Bătrânele                                            | 1740                                       |            |                                                 | Încărcați imagine | Raportați eroare |
| 44827.17.01                              | Situl arheologic de la Buzău- Bazar / ansamblu anonim (Categorie: locuire) (Tip: Așezare)                                                                            | municipiul Buzău                    | Bazar                                                | sec. XVIII-XIX                             |            |                                                 | Încărcați imagine | Raportați eroare |
| 44827.17.02                              | Situl arheologic de la Buzău- Bazar / ansamblu anonim (Categorie: locuire) (Tip: Așezare)                                                                            | municipiul Buzău                    | Bazar                                                | sec. XVII                                  |            |                                                 | Încărcați imagine | Raportați eroare |
| 44827.18.01                              | Biserica Greci de la Buzău / ansamblu anonim (Categorie: construcție de cult) (Tip: biserică)                                                                        | municipiul Buzău                    |                                                      | sec. XVII-XIX                              |            |                                                 | Încărcați imagine | Raportați eroare |
| 44827.18.02                              | Biserica Greci de la Buzău / ansamblu anonim (Categorie: construcție de cult) (Tip: necropola)                                                                       | municipiul Buzău                    |                                                      |                                            |            |                                                 | Încărcați imagine | Raportați eroare |
| 44943.01.01 (Cod LMI: BZ-I-m-B-02195.01) | Situl arheologic de la Balta Albă / ansamblu anonim (Categorie: locuire) (Tip: Așezare)                                                                              | sat Balta Albă, comuna Balta Albă   |                                                      | Sântana de Mureș - Cerneahov sec. III - IV |            |                                                 | Încărcați imagine | Raportați eroare |
| 44943.01.02 (Cod LMI: BZ-I-m-B-02195.02) | Situl arheologic de la Balta Albă / ansamblu anonim (Categorie: locuire) (Tip: Necropolă)                                                                            | sat Balta Albă, comuna Balta Albă   |                                                      | Sântana de Mureș - Cerneahov sec. III - IV |            |                                                 | Încărcați imagine | Raportați eroare |
| 45628.01.01 (Cod LMI: BZ-I-s-B-02206)    | Situl arheologic de la Breaza - "La fântâna lui Carpen" / ansamblu anonim (Categorie: locuire civilă) (Tip: Așezare)                                                 | sat Breaza, comuna Breaza           | La fântâna lui Carpen                                |                                            |            |                                                 | Încărcați imagine | Raportați eroare |
| 45628.01.02 (Cod LMI: BZ-I-m-B-02206.02) | Situl arheologic de la Breaza - "La fântâna lui Carpen" / ansamblu anonim (Categorie: locuire civilă) (Tip: Așezare)                                                 | sat Breaza, comuna Breaza           | La fântâna lui Carpen                                | geto-dacică sec. V a. Chr. - I p. Chr.     |            |                                                 | Încărcați imagine | Raportați eroare |
| 45628.01.03 (Cod LMI: BZ-I-m-B-02206.02) | Situl arheologic de la Breaza - "La fântâna lui Carpen" / ansamblu anonim (Categorie: locuire civilă) (Tip: Așezare)                                                 | sat Breaza, comuna Breaza           | La fântâna lui Carpen                                | sec. IX - X                                |            |                                                 | Încărcați imagine | Raportați eroare |